# 原生艺术馆
原生艺术馆（Collection de l'art brut）是瑞士洛桑的一个美术馆，展出原生艺术（或称非主流艺术）作品，这些作品常出自精神病患者或囚犯之手。

## 外部連結
- （法文） 官方网站 （页面存档备份，存于）
- （英文） Conservation of unusual cultural treasures in Switzerland （页面存档备份，存于）
- （英文） On the website of Lausanne Tourisme